# Ornithurae
Ornithurae é um grupo natural das aves, que segundo Haeckel, inclui as aves verdadeiras com as características de cauda igual as aves viventes.
Ernst Haeckel cunhou o termo em 1866 e incluiu no grupo todas as "aves verdadeiras" com a "morfologia característica da cauda de todas as aves viventes". Isto distinguiu o grupo do Archaeopteryx, que Haeckel colocou em outro novo grupo chamado Sauriurae.
Gauthier converteu Ornithurae numa clado, dando a ele a definição: "aves viventes e todos os outros táxons, como Ichthyornis e Hesperornithes, que são mais aparentados as aves modernas que ao Archaeopteryx". Posteriormente ele e de Queiroz redefiniram-no como um clado baseado em apomorfias assemelhando-se mais com a proposta original de Haeckel, incluindo a primeira Panaves com a "cauda de ave" homóloga com a do Vultur gryphus, e todos os seus descendentes. Eles incluíram Aves (que foi definida como grupo coroa das aves modernas), Ichthyornis, Hesperornithes, e Apsaravis em Ornithurae.
Neornithes foi originalmente proposto como um substituto para Ornithurae por Gadow em 1892 e 1893. Gauthier e de Queiroz, portanto, consideraram Neornithes um sinônimo júnior de Ornithurae, embora muitos outros cientistas usem Neornithes para se referir ao grupo coroa muito mais restritivo que consiste apenas das aves modernas (um grupo para o qual Gauthier usa o nome de Aves). Alternativamente, alguns pesquisadores têm utilizado Ornithurae para se referir a um clado ancorado no Hesperornis e nas aves modernas.